# Boletus subluridellus
A Boletus subluridellus é uma espécie de fungo boleto da família Boletaceae. Descrito como novo para a ciência em 1971 por micologistas americanos, o fungo é encontrado no leste dos Estados Unidos e no Canadá. Ele cresce no solo em florestas de coníferas e mistas em uma associação micorrízica com árvores decíduas, especialmente carvalhos. Os basidiomas (cogumelos) têm um píleo vermelho-alaranjado, amplamente convexo, com até 10 cm de diâmetro, com pequenos poros vermelho-escuros na parte inferior. O estipe amarelo-claro mede de 4 a 9 cm de comprimento por 1,5 a 2,3 cm de espessura. Todas as partes do basidioma ficam rapidamente manchadas de azul quando tocadas ou feridas.

## Taxonomia
A espécie foi descrita pelos micologistas americanos Alexander H. Smith e Harry D. Thiers em sua monografia de 1971 sobre os fungos boleto de Michigan. A coleta do holótipo foi feita por Smith em um campo de golfe perto de Ypsilanti, Michigan, em setembro de 1961; ela é mantida no herbário da Universidade de Michigan.
A Boletus subluridellus é classificada na seção Luridi do gênero Boletus. A seção Luridi é caracterizada por boletos que se tornam imediatamente azuis com cortes ou contusões, poros estreitos que geralmente são vermelhos e a presença ocasional de toxinas nos basidiomas. De acordo com o esquema proposto por Smith e Thiers, a forma dos dermatocistídios (cistídios na pileipellis) é importante para a delimitação de espécies na seção Luridi. Em um estudo de 1993, no entanto, Roland Treu não encontrou diferenças microscópicas consistentes entre B. subluridellus, B. rufocinnamomeus e B. roseobadius.
O epíteto específico subluridellus refere-se à sua semelhança com a Boletus luridellus. Luridellus significa "amarelo escuro a marrom sujo".

## Descrição

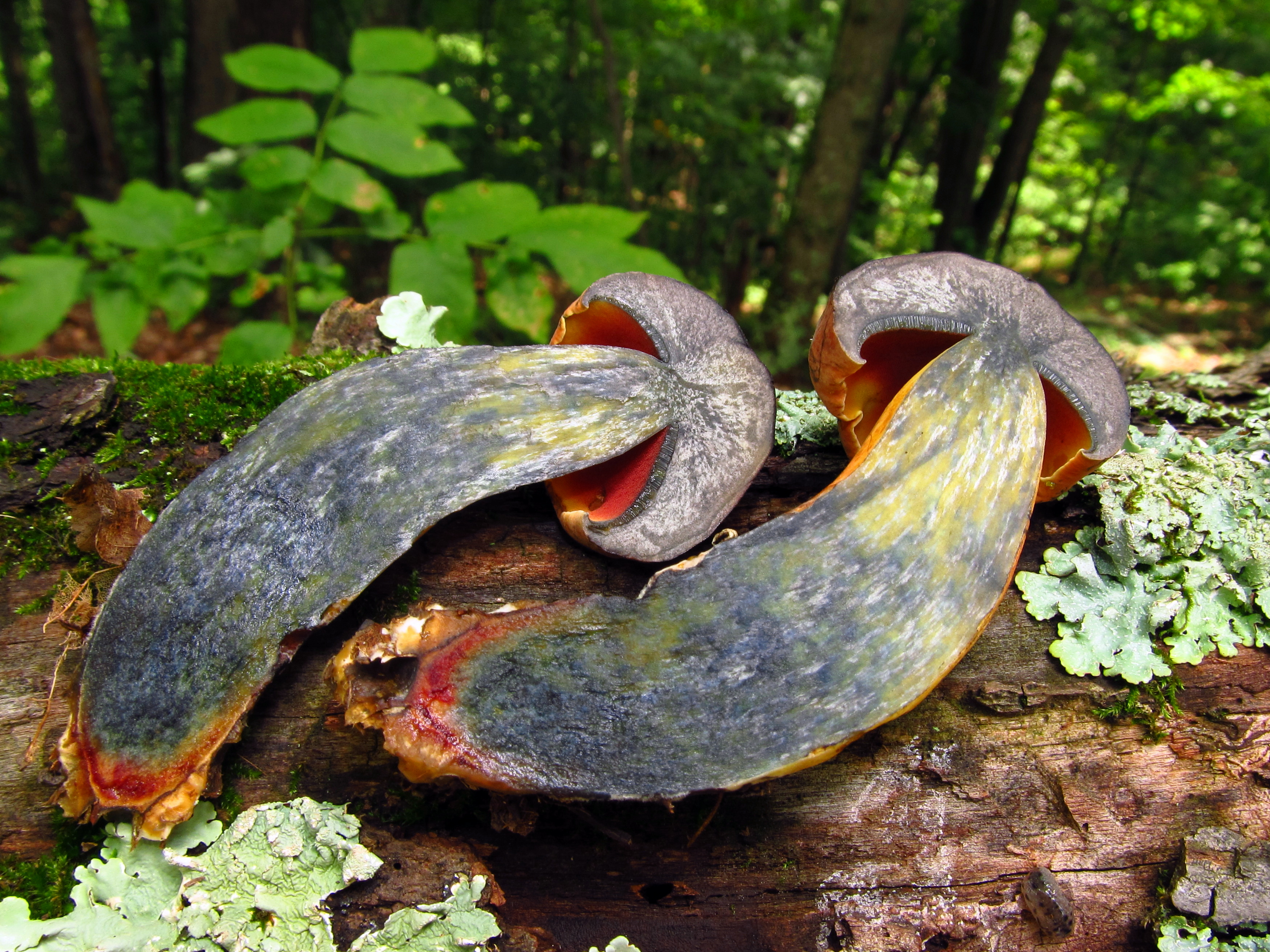
Espécime bissectado mostrando a reação de coloração

Os basidiomas da Boletus subluridellus têm píleos convexos que medem de 5 a 10 cm de diâmetro. A superfície do píleo é seca e levemente pegajosa, com uma textura um pouco aveludada. Sua cor é avermelhada a marrom-avermelhada a vermelho-alaranjada. A carne é amarela brilhante antes de ficar azulada onde foi cortada; não tem odor perceptível e tem um sabor levemente metálico. Na parte inferior do píleo, os tubos que compõem a superfície dos poros têm de 6 a 9 mm de comprimento. Perto de onde o píleo se prende ao estipe, os tubos ficam soltos ou ligeiramente deprimidos. Os poros avermelhados escuros são pequenos e redondos, com cerca de 2 a 3 poros por milímetro. O estipe mede de 4 a 9 cm de comprimento por 1,5 a 2,3 cm de espessura. É sólido (não é oco nem preenchido com uma medula) e tem aproximadamente a mesma largura em todo o seu comprimento. A cor do estipe é amarelo-claro, tornando-se gradualmente avermelhado na base, onde apresenta fibrilas amarelas pressionadas. Todas as partes do basidioma (superfície do píleo, carne, poros e estipe) ficam rapidamente azuladas quando tocadas ou feridas.
A esporada é marrom-oliva. Os esporos são um pouco fusiformes em vista frontal e são inequilaterais na vista de perfil. Eles têm uma superfície lisa, um minúsculo poro apical e dimensões de 11 a 15 por 4 a 5,5 μm, com paredes de cerca de 0,2 μm de espessura. Os basídios (células portadoras de esporos) possuem forma de taco, quatro esporos e medem de 8 a 12 μm de espessura. Os pleurocistídios (cistídios nas paredes dos tubos) medem 28 a 42 por 6 a 11 μm com um pescoço de 3 μm, enquanto os queilocistídios (cistídios nas bordas dos tubos) são estritamente em forma de taco e ligeiramente menores, medindo 26 a 38 por 4 a 8 μm. Os pleurocistídios tendem a não se projetar mais do que os basídios esporulados. A pileipellis é composta por uma camada de 150 μm de espessura de hifas estreitas medindo de 3 a 5 μm dispostas em uma tricoderme (em que as hifas mais externas emergem aproximadamente paralelas, perpendiculares à superfície do píleo). Essas hifas ficam vermelhas quando montadas no reagente de Melzer e amarelas em hidróxido de potássio. As fíbulas estão ausentes nas hifas.

### Espécies semelhantes

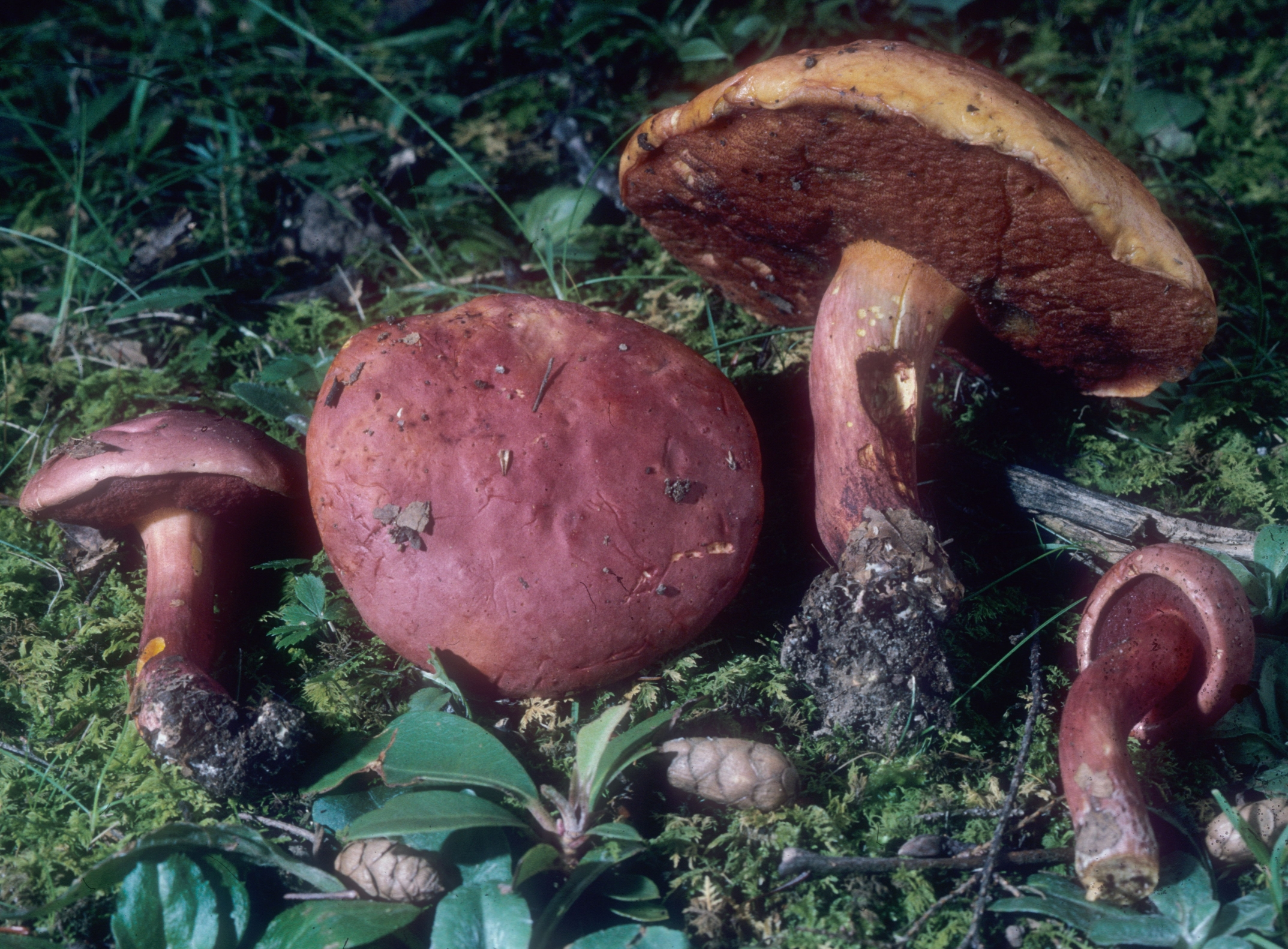
Boletus flammans é uma espécie semelhante que cresce sob coníferas.

A Boletus roseolateritius, conhecida do Mississippi, tem um píleo que muda de cor de acordo com a idade: inicialmente é avermelhado escuro a alaranjado, depois marrom avermelhado na maturidade, desbotando para laranja acastanhado ou rosa acastanhado com tons amarelos opacos e, finalmente, tornando-se amarelo opaco com a maturidade. Seu estipe amarelo pálido não tem a coloração avermelhada e os pelos encontrados na base da B. subluridellus. Microscopicamente, tem esporos menores, medindo 8,5-12 por 3,5-4,5 μm. A Boletus rufocinnamomeus também é semelhante em aparência, mas pode ser distinguida por seu estipe amarelo que é pontilhado com pontos laranja-canela a marrons. A Boletus flammans, outra espécie semelhante que apresenta coloração azulada quando ferida, é encontrada no sudeste dos Estados Unidos e cresce sob coníferas; ela tem um estipe avermelhado com reticulações finas em sua metade superior.

## Habitat e distribuição
O Boletus subluridellus é um fungo micorrízico e cresce em associação com árvores decíduas, especialmente carvalhos (gênero Quercus). Os cogumelos crescem dispersos ou em grupos no solo em florestas decíduas ou mistas, e aparecem de julho a outubro. Espécie do leste da América do Norte, o cogumelo é encontrado da Nova Inglaterra até os Grandes Lagos a oeste e ao norte até Quebec, no Canadá.

## Links externos
- Boletus subluridellus em Index Fungorum

- Imagens em Mushroom Observer